# Crotalaria ledermannii
Crotalaria ledermannii là một loài rau đậu thuộc họ Fabaceae.
Loài này có ở Cameroon và Nigeria.
Môi trường sống tự nhiên của chúng là rừng khô nhiệt đới hoặc cận nhiệt đới và đồng cỏ khô nhiệt đới hoặc cận nhiệt đới vùng đất thấp.
Chúng hiện đang bị đe dọa vì mất môi trường sống.